# Área de Proteção Ambiental da Baleia Franca
A Área de Proteção Ambiental da Baleia Franca está localizada no estado de Santa Catarina na região sul do Brasil. O bioma predominante é o marinho.